# Dacrydium leptophyllum
Dacrydium leptophyllum — вид хвойних рослин родини подокарпових.
Видовий епітет означає «з вузьким листям», грец. λεπτός — «тонкий, вузький», грец. φύλλον — «листя».

## Опис
Листки широко розходяться від стебла, ланцетні, гострі, довжиною 1-1.5 мм, шириною 0.2-0.3 мм, товщиною 0.1 мм. Листки на сильних гілках більші, до 3 мм завдовжки і 0,6 мм шириною.

## Поширення, екологія
Країни поширення: Індонезія (Папуа). Це маловідомий дерево росте у моховому лісі на висоті більше 3000 м на горі Голіаф, Папуа, Індонезія. 

## Використання
Немає використання, записаного для цього виду.

## Загрози та охорона
Вид тільки відомий з однієї місцевості на вершині гори. Місцевість знаходиться у віддаленій частині найвищої частини Центрального хребта Нової Гвінеї. Немає ніяких доказів збезлісення і вид знаходиться на відстані від сіл. Цей вид не знаходиться в межах території, що охороняються.